# Herta Wolf
Herta Wolf (* 1954 in Graz) ist Kunsthistorikerin und Professorin für Kunstgeschichte an der Universität zu Köln.

## Leben
Wolf studierte Philologie, Theaterwissenschaften und Philosophie an der Universität Wien. Nach der Promotion 1988 war sie wissenschaftliche Mitarbeiterin am Österreichischen Fotoarchiv im Museum Moderner Kunst und an der Universität Mannheim. 1993 bis 1994 absolvierte sie ein Habilitationsstipendium am Graduiertenkolleg „Theorie der Literatur und der Medien“ an der Universität Konstanz. 1994 bis 2010 war sie Professorin an der Universität Duisburg-Essen und seit 2010 Professorin für Geschichte und Theorie der Fotografie am Kunsthistorischen Institut der Universität zu Köln. Ihr Arbeitsschwerpunkt ist die Frühgeschichte der Fotografie und der Fotogeschichte im Kontext der Wissenschaftsgeschichte. Sie setzt sich insbesondere mit wissenschaftlichen Darstellungs- und Aufzeichnungsverfahren auseinander. Von 2012 bis 2016 leitete sie das DFG-Projekt Fotografie als angewandte Wissenschaft.

## Werke (Auswahl)

### Monografien
- Glauben Machen. Über Deutschsprachige Reiseberichte aus der Sowjetunion (1918-1932). Sonderzahl Verlag, Wien 1992.

### Herausgeberin
- Aufzeigen und/oder Beweisen? Die Fotografie als Kulturtechnik und Medium des Wissens. De Gruyter, Berlin 2015
- Diskurse der Fotografie. Fotokritik am Ende des fotografischen Zeitalters. Bd. 2. Suhrkamp, Frankfurt a. M. 2003.
- Paradigma Fotografie. Fotokritik am Ende des fotografischen Zeitalters. Bd. 1. Suhrkamp, Frankfurt a. M. 2002.
- mit Rosalind Krauss: Die Originalität der Avantgarde und andere Mythen der Moderne. Aus dem Amerikanischen von Jörg Heininger, durchgesehen und neu bearbeitet von Wilfried Prantner. Verlag der Kunst, Amsterdam und Dresden 2000.
- mit Philippe Dubois: Der fotografische Akt. Versuch über ein theoretisches Dispositiv. Verlag der Kunst, Amsterdam und Dresden 1998.
- mit Michael Wetzel: Der Entzug der Bilder – Visuelle Realitäten. Fink-Verlag, München 1994.
- mit Michael Wetzel: Geschriebene Bilder. Das Theater der Repräsentation. Frag.mente, Nr. 41/1993.
- mit Timm Starl: Fremde Heimat. Deutsche in Ostasien. 1910-1940. Fotogeschichte, Nr. 50/1993.
- Skulpturen – Fragmente. Internationale Fotoarbeiten der 90er Jahre. Parkett Verlag, Wien 1992.